# Sant Roc
|  | Aquest article tracta sobre el sant. Vegeu-ne altres significats a «Sant Roc (desambiguació)». |

Sant Roc (Montpeller, Regne de Mallorca, 1348 o ca. 1295 - Voghera, Itàlia, 16 d'agost de 1376-79 o 1317) va ser un pelegrí occità que va anar a Roma i va tenir cura de malalts de pesta. És venerat com a sant per l'Església Catòlica.

## Hagiografia

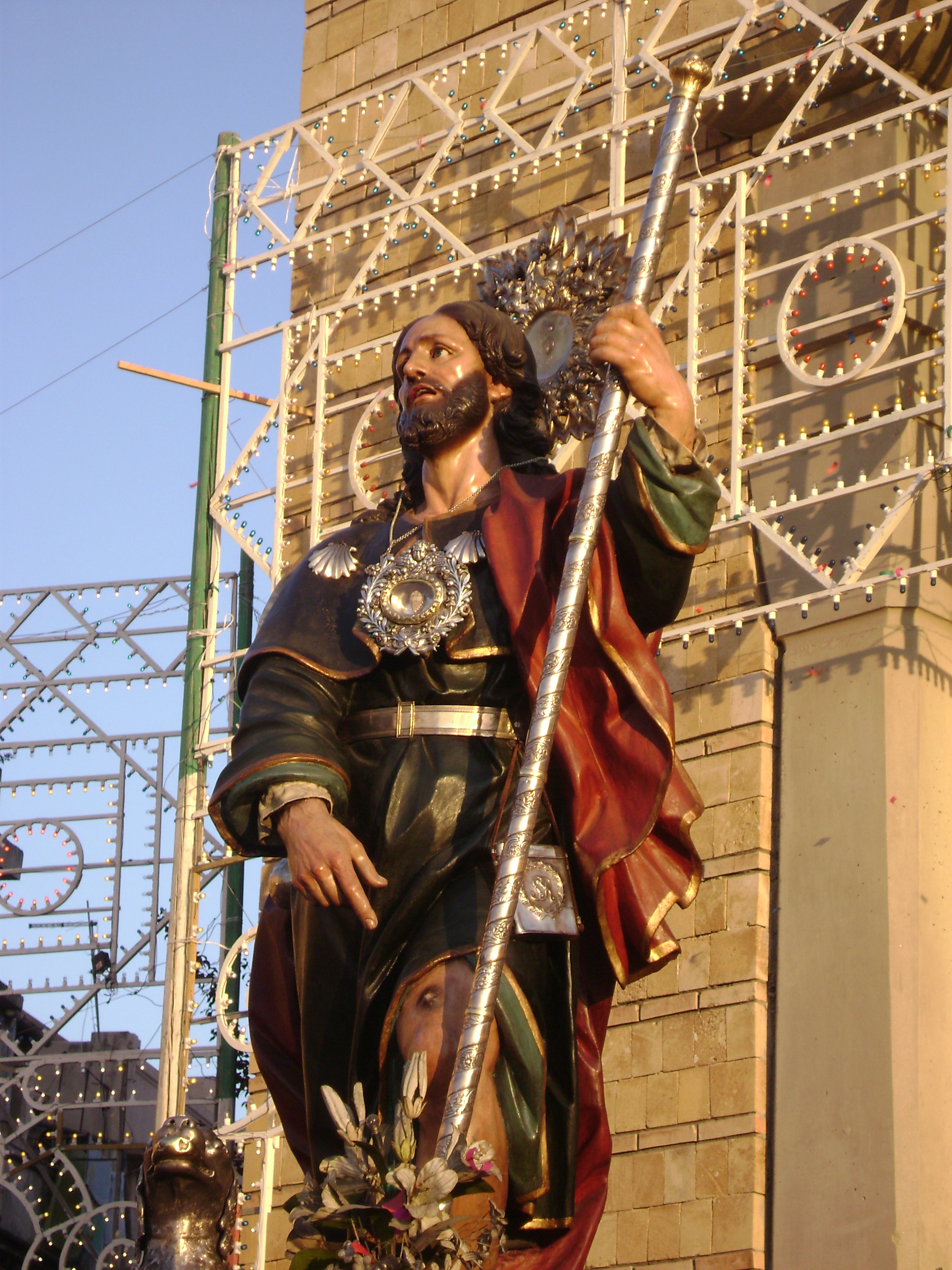
Festa de Sant Roc, (Scilla, Itàlia)

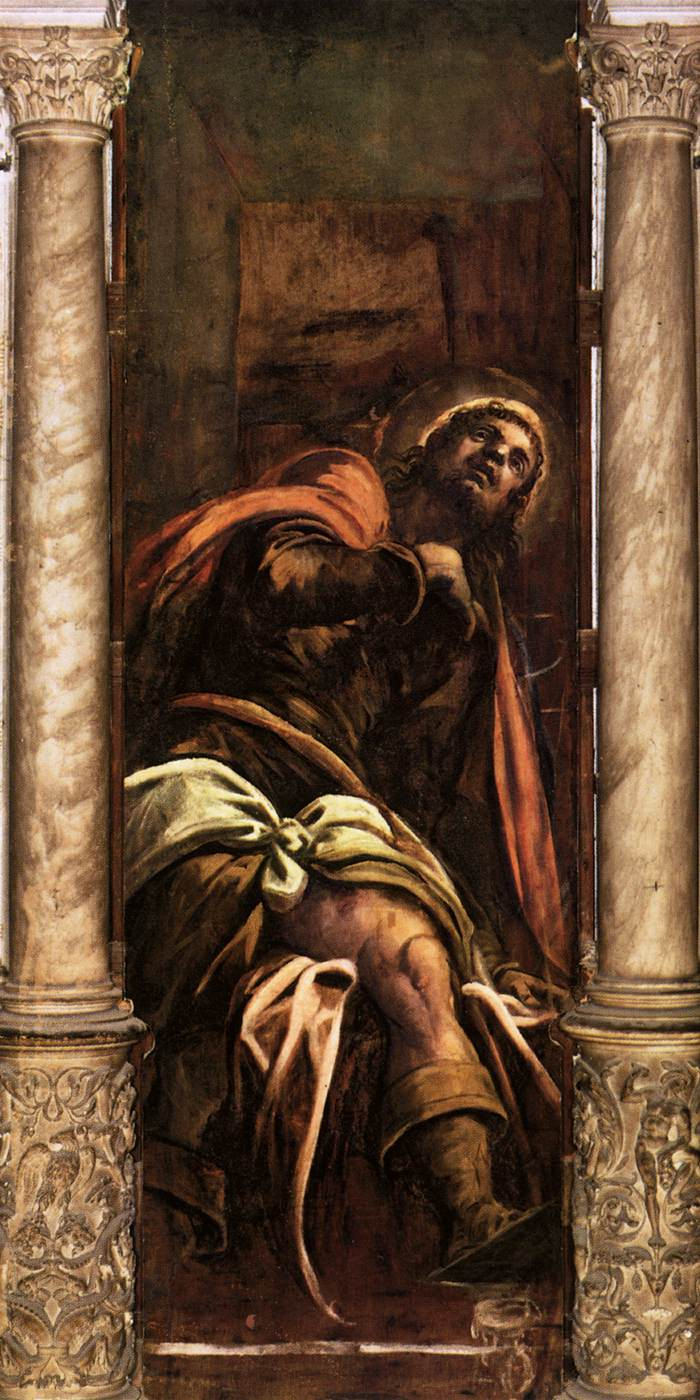
Pintura del Tintoretto, 1579 (Venècia, San Rocco)

Va néixer, segons la tradició, a Montpeller (Occitània, aleshores part del Regne de Mallorca) cap a 1295, segons alguns, o més probablement cap al 1350, i va ser un pelegrí que es va desplaçar a Roma. Va recórrer Itàlia, es va dedicar a curar tots els infectats de la pesta i va morir en olor de santedat (1327). La seva vida l'hem de datar, amb tota seguretat, a partir de la meitat del segle xiv i la seva mort, probablement a Voghera (no Angera com s'havia cregut), malgrat que també existeix la hipòtesi de Montpeller.
Segons l'historiador belga Pierre Bolle (2001), que ha estudiat exhaustivament les fonts i les tradicions sobre el sant, Sant Roc no és un sant històricament versemblant i, probablement, la seva llegenda, basada en altres d'anteriors, crea una nova figura totalment fictícia.
El sant real que n'és la base de la llegenda seria Sant Racus o Rachus d'Autun (mort ca. 660). Invocat com a protector de les tempestes, el seu nom podria haver derivat en Roc (Roccus), i el patronatge sobre les tempestes podria haver derivat en el de Sant Roc com a protector de la pesta, per un procés d'afèresi en els termes occitans i francesos: de Raccus, protector de la "tempesta" o "tempeste" a Roc, protector contra la "pesta" o "peste". El procediment no és rar i es troba en altres sants llegendaris, formats a partir d'altres d'existents, com sant Sever de Barcelona o Anastasi de Lleida.

## Veneració
La seva devoció es va estendre molt ràpidament a partir del segle xv. La seva festivitat, segons el santoral catòlic, és el 16 d'agost.
Des de Venècia es va estendre el culte cap al món germànic i als Països Baixos. En 1477, en ocasió d'una altra epidèmia de pesta, es va fundar a Venècia una confraria que sota el seu patronatge es va dedicar a allotjar els malalts de pesta, la qual va ser coneguda com a Confraternità o Scuole di San Rocco. Aquesta va fomentar la devoció al sant construint capelles i centres d'acollida per tot Itàlia. Avui, és el sant que té més capelles i esglésies dedicades arreu del món. A Altea també hi rep un gran culte. A Alginet (Ribera Alta del Xúquer) és el patró de les festes del Poble Nou, entre altres pobles valencians.
A Arenys de Mar, des de finals del segle xvi (1586-1590), el 16 d'agost, se celebra un vot de vila en honor de Sant Roc, com a mostra d'agraïment per haver deslliurat la vila de la pesta. Per commemorar-ho surten les colles de macips i captadores, acompanyades de música de flabiol i del tamborí, i ruixen tota la població amb almorratxes d'aigua perfumada i guarnides amb alfàbrega.
A Barcelona, les Festes de Sant Roc de la Plaça Nova se celebren des del 1589, arran d'una epidèmia de pesta que va afectar la ciutat. És una de les referències més antigues del culte a Sant Roc a Catalunya. Les Festes de Sant Roc de l'Hospitalet de Llobregat van ser descrites pel Baró de Maldà al seu Calaix de sastre.
L'ermita de Sant Roc de Vilafranca, a la comarca dels Ports, també té el seu origen en la protecció de sant Roc contra la pesta
A Mallorca és el patró menor de la Vila d'Alaró (1771) i el patró principal de Porreres (d'entorn 1642). També és el titular de la parròquia i patró de la barriada de Son Roca, de Palma.
Una de les esglésies més conegudes dedicades a aquest sant és la de Saint-Roch de París, molt a prop del Museu del Louvre, feta edificar per Lluís XIV el 1563. Tot Europa i Amèrica Llatina estan sembrades de temples que li són dedicats.

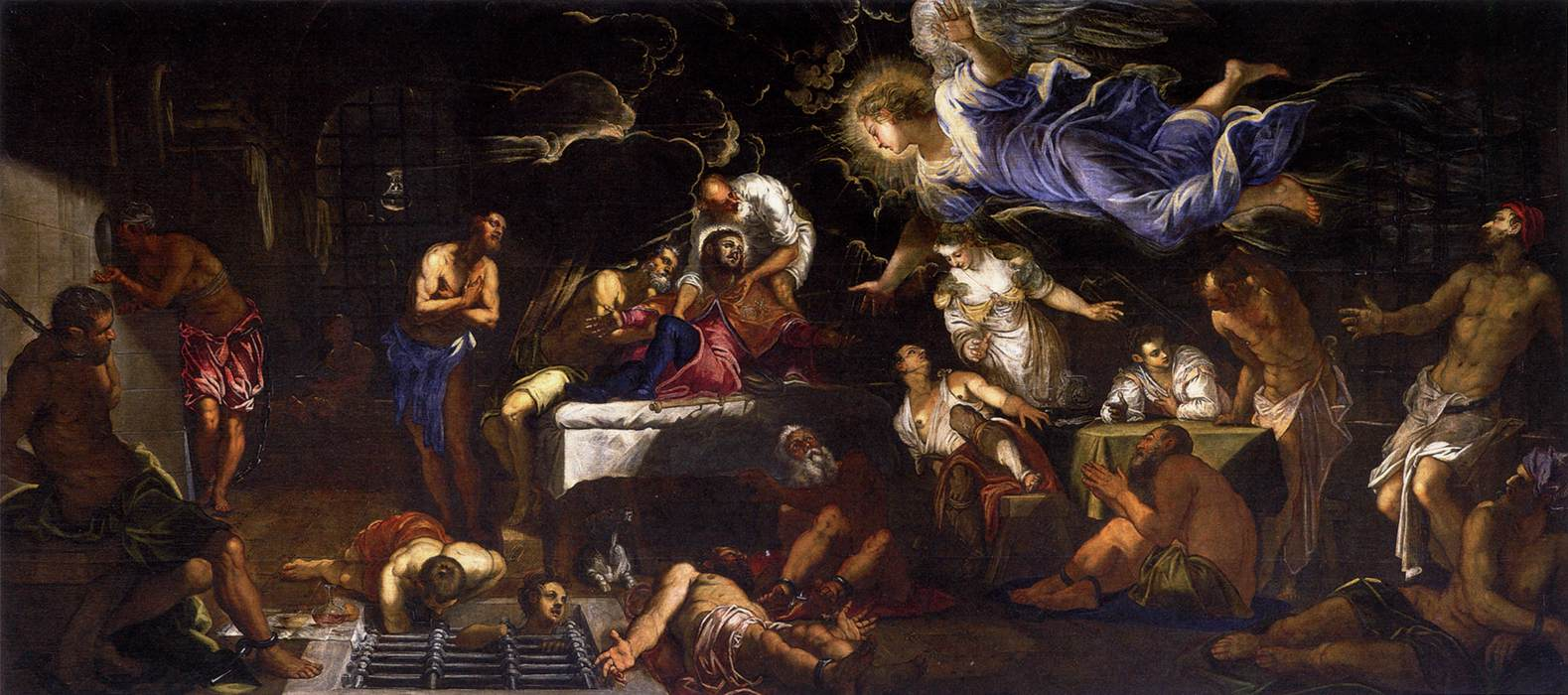
L'àngel visita Sant Roc a la presó per Tintoretto, 1567 (Venècia, Scuola di S. Rocco)
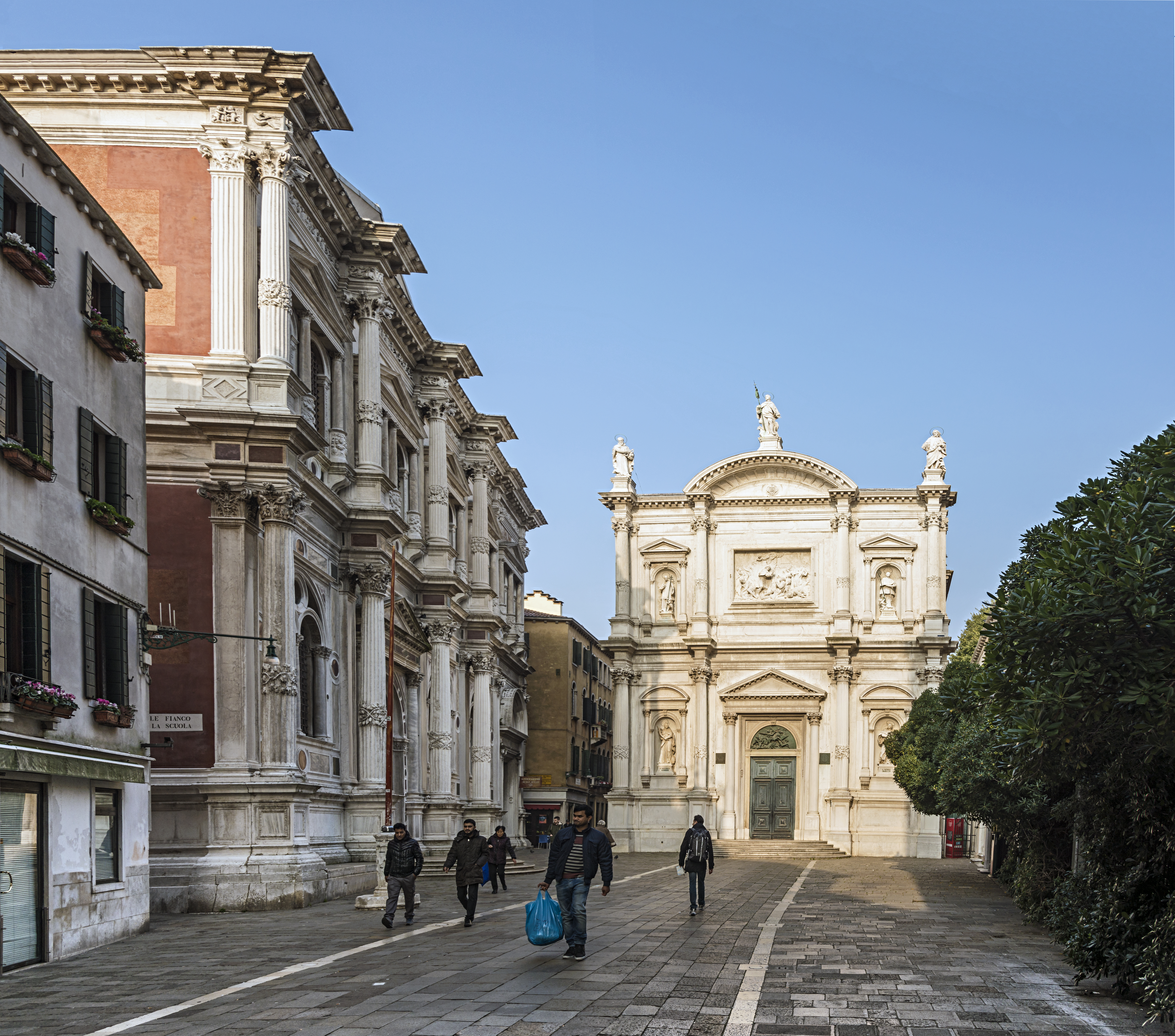
Scuola i església de San Rocco a Venècia
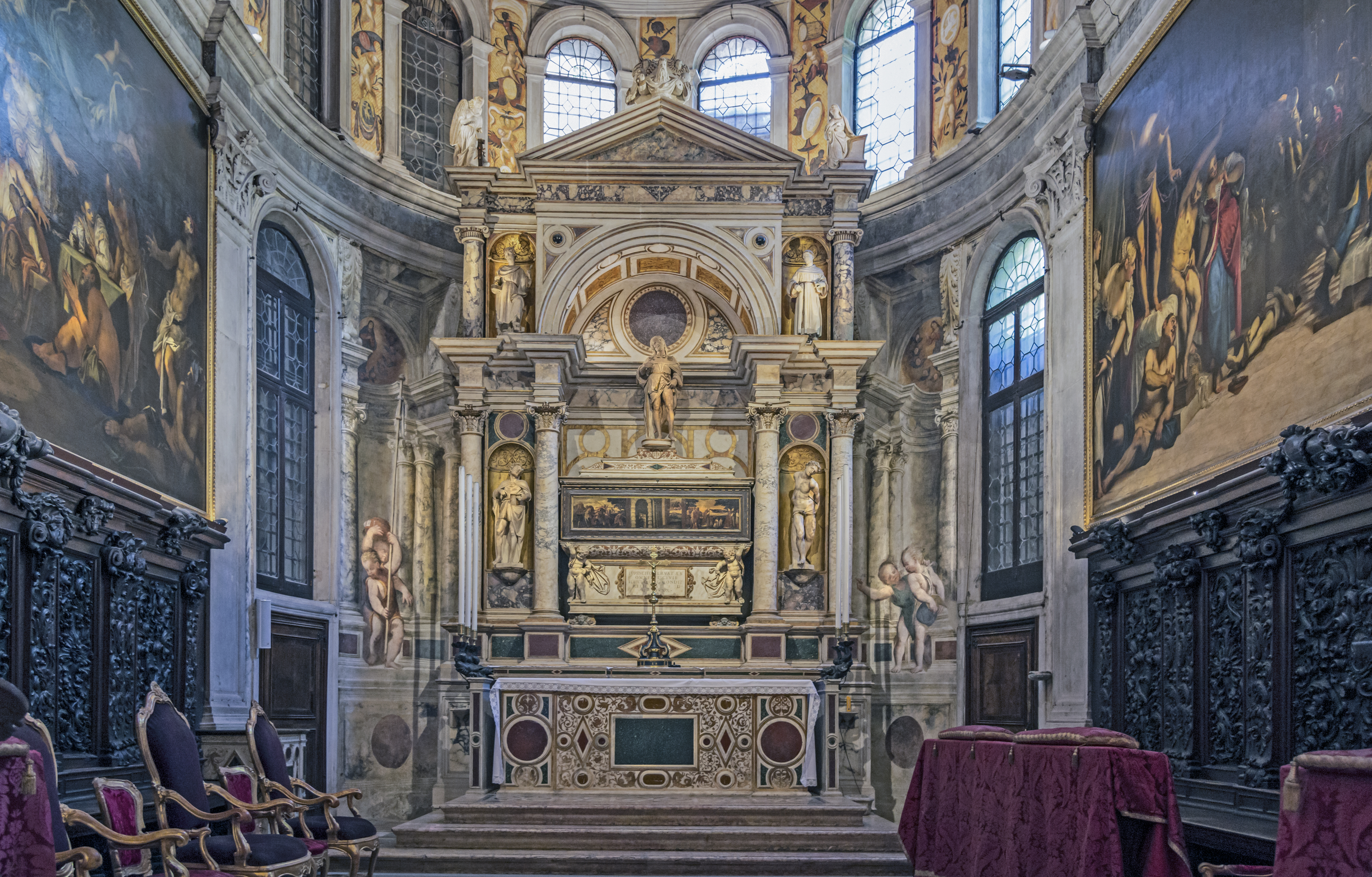
Església de San Rocco: sobre l'altar, retaule amb el cos del sant
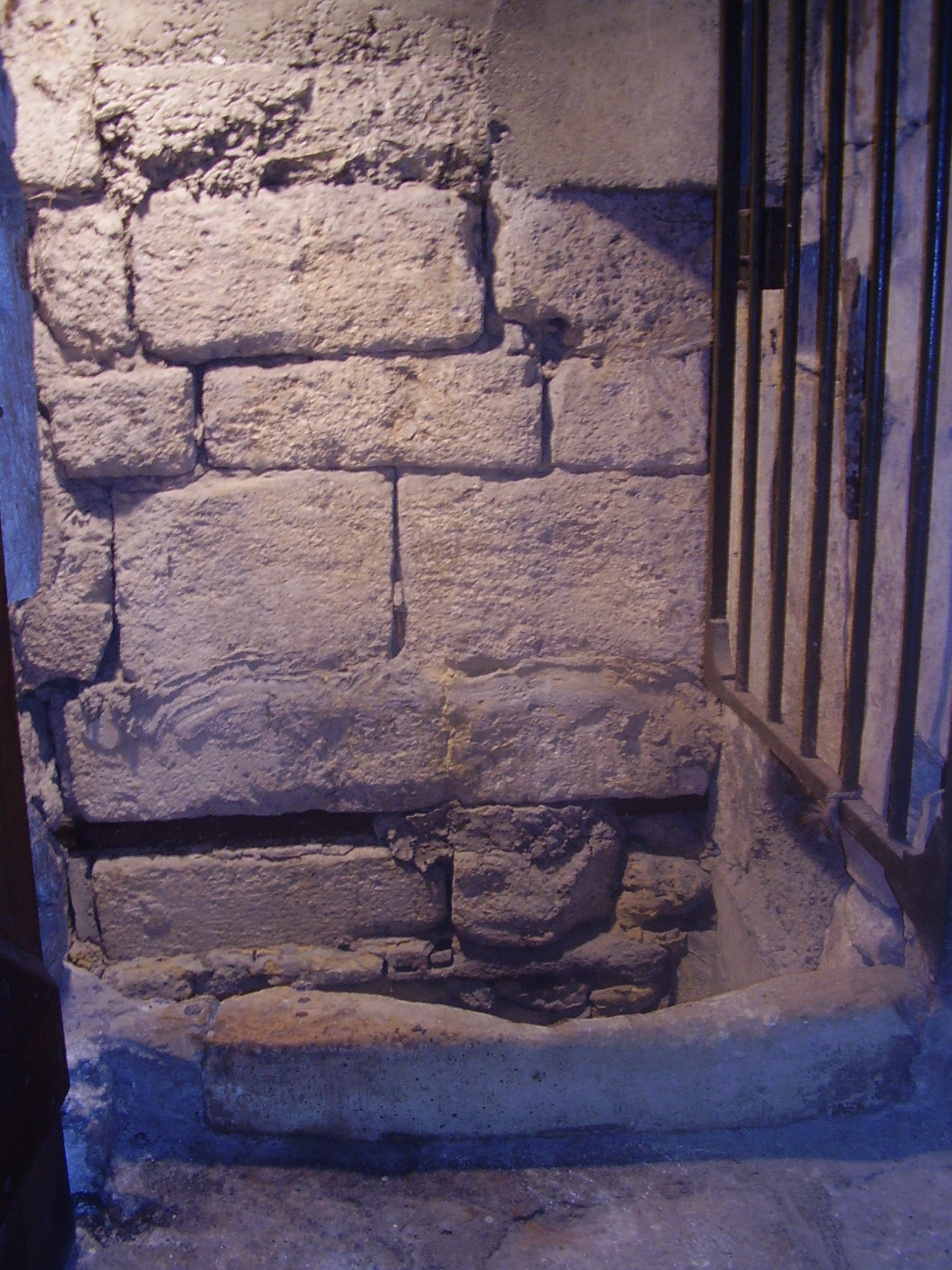
El pou de Sant Roc, a Montpeller

## Iconografia
Se'l representa vestit de peregrí, amb vestit curt, capa, esclavina i altres atributs característics tals com el bordó, el barret amb la petxina i altres insígnies, etc. L'acompanyen un gos i un àngel i molt sovint ensenya la cama ulcerada.
Obresː
- Díptic amb la representació de sant Roc i Sant Esteve (pintura sobre fusta, segle xiv, Museu d'Art Jacint Rigau, Perpinyà).
- Retaule dedicat a sant Roc, procedent de l'ermita de Colobor, prop d'Àger, cap al 1500 (Museu de Lleida).
- Escultura de fusta policromada d'origen francès (cap al 1500, The Cloisters, Nova York).
- Escultura de pedra (segle xvi, Museu Gadagne, Lió).
- Retaule de sant Roc, de finals del segle xvi (Museu de l'Hospitalet).[4]
- Tabernacle de Sant Roc, de la confraria dels paraires, segle XVII (Museu d'Història de Sabadell)
- Retaule de Sant Roc, 1707 (Lisboa, església de Sant Roc)[5]
- Escultura de pedra al peu d'una escala al pati de l'antic Hospital de la Santa Creu de Barcelona, actualment Biblioteca de Catalunya (segle XVII).
- Imatge al peu del reliquier de sant Fabià i sant Sebastià, obra de Felip Ros; segle xvii (MUHBA).
- Imatge a la capelleta de sant Roc a la Plaça Nova de Barcelona.[6]
- Imatge de fusta tallada i policromada procedent de l'església parroquial de Sant Feliu de Guíxols, obra del taller de Domènec Rovira ǃ, 1657-1670 (Museu d'Art de Girona).
- Icona pintada conservada a la catedral catòlica de Naxos (segle XVII)
- Imatge de fusta tallada i policromada al museu de la catedral de Tortosa
- Pintures murals a l'ermita de sant Roc de Vilafranca (segle xviii)
- Imatge de fusta tallada i policromada a l'església de Santa Maria de Vilamòs, obra de l'artista Antonio Fernández de Ortega e García de Acilu (any 2018).